# Gudbrandsdalen
 Gudbrandsdalen è una valle che si trova nella contea di Oppland, regione della Norvegia dell'Est. La valle è orientata in direzione nord-ovest, da Lillehammer ed il lago di Mjøsa, allungandosi per circa 200 km verso la valle di Romsdalen.
Il nome è utilizzato anche per identificare la regione geografica che comprende la valle principale e le valli laterali. Le due valli laterali più ampie sono la Gausdal e Ottadalen, entrambe sul versante occidentale della valle principale.
Il nome Gudbrandsdalen identificava anche uno dei distretto tradizionali dell'Østlandet.

## Geografia
Il fiume Gudbrandsdalslågen scorre nella valle partendo da Lesjaskogsvatnet e immettendosi poi nel lago Mjøsa.
La valle principale comprende i comuni di Lillehammer, Øyer, Ringebu, Nord-Fron, Sør-Fron, Sel, Dovre e Lesja. Ad ovest comprende i comuni di Gausdal, Skjåk, Lom e Vågå. La superficie complessiva è pari a 15 340 km² e la popolazione complessiva è di circa 71.000 abitanti (2016).
Le valli laterali sono caratterizzate da pianure circondate da rilievi ripidi, le cime circostanti fanno parte della catena dello Jotunheimen ad occidente e di quelle di Dovrefjell e dell'area di Rondane ad est e superano i 2000 m s.l.m., il più elevato è il Galdhøpiggen (2 469 m s.l.m.).

## Il nome
Il nome Gudbrandsdalen significa "la valle di Gudbrand" (norreno Guðbrandr) ed è un antico nome maschile composto da guð (Dio) e brandr (spada). Questo era probabilmente il titolo attribuito ai re della valle che vivevano a Hundorp.

## Storia
La valle di Gudbrandsdalen si è formata nell'ultima era glaciale ed i fiumi dalle attuali aree glaciali di Jotunheimen e Dovre. Nella valle sono stati rinvenuti ossa e denti di mammut e di bue muschiato che colà vivevano.
- Età della pietra: sono state trovate molte tracce di cacciatore nella valle (e sulle montagne circostanti). Di speciale interesse sono le incisioni rupestri di alci nella zona settentrionale di Lillehammer.
- 1015: Gudbrandsdalen è abbondantemente citato nella Heimskringla (Cronaca dei re di Norvegia) di Snorri Sturluson. Il racconto della conversione al cristianesimo del re Olaf II di Norvegia è molto popolare
- 1206: l'erede al trono di Norvegia , Håkon Håkonsson si salva dai  birkebeiner con una corsa sugli sci da Lillehammer a Rena.
- dal 1349 al 1350: la peste nera dimezza la popolazione in Gudbrandsdal. Questo determina un temporaneo miglioramento per le classi più povere poiché i piccoli proprietari terrieri divengono pochi ed anche i poveri sono in grado di prendere in affitto le fattorie migliori nelle terre a sud.
- 1537: la Riforma attecchisce nella Norvegia e le chiese vengono poste sotto il comando dei lendmenn o sceriffi. Le proprietà ecclesiastiche passano alla corona ed il re diviene il maggior proprietario terriero del Gudbrandsdalen.
- 1612: nella battaglia di Kringen, presso Otta nel Gudbrandsdalen, i contadini del luogo sconfiggono l'esercito mercenario scozzese. Le leggende in proposito sono vive ancor oggi, compresa la storia della giovane contadina Prillar-Guri, che trasse in inganno gli scozzesi, attirandoli in un'imboscata suonando il tradizionale corno di ariete
- dal 1670 al 1725: gran parte delle proprietà reali vengono vendute per pagare i debiti di guerra, dapprima ai latifondisti, ma poi sempre di più ai contadini. Inizia una nuova era di piccoli proprietari liberi e si forma una classe altolocata di latifondisti
- 1789: avviene la Storofsa, la più grande alluvione conosciuta nel Gudbrandsdalen, che devasta numerose fattorie e provoca la morte di parecchie persone
- 1827: viene fondata la città di  Lillehammer.
- 1856: il battello a vapore con ruota a pale,  lo Skibladner, sul lago Mjøsa, e la Hovedbanen, la prima ferrovia norvegese, collegano  il Gudbrandsdalen a Christiania.
- 1894: la ferrovia Hamar-Selbanen è completata fino a Tretten.
- 1904: apre a  Lillehammer il museo all'aperto di Maihaugen, che mostra antichi fabbricati e case del Gudbrandsdalen.
- 1921: la Dovrebanen, nuova ferrovia principale fra Oslo e Trondheim viene completata attraversando il  Gudbrandsdalen.
- 1940: feroci combattimenti nel Gudbrandsdalen, a Tretten e Kvam, tentano di arrestare l'invasione tedesca.
- 1994: le Olimpiadi invernali del 1994 vengono celebrate a Lillehammer.

## Il Gudbrandsdalen nella cultura
La figura di Peer Gynt, nell'omonimo dramma di Henrik Ibsen deve essere riferita ad un abitante del Gudbrandsdalen: un monumento commemorativo si trova a Vinstra e la sua corte presunta ad Håga.
Il compositore norvegese David Monrad Johansen (1906 - 1979) diede alla sua Suite No. 2 per pianoforte il nome di Frå Gudbrandsdalen (Attraverso il Gudbrandstal )
La trilogia romanzesca di Sigrid Undset Kristin Lavransdatter (1920/22), che valse alla scrittrice norvegese il Premio Nobel per la letteratura del 1928, è ambientato in gran parte nel Gudbrandstalen.